# Boussières-en-Cambrésis
 Boussières-en-Cambrésis  es una población y comuna francesa, en la región de Norte-Paso de Calais, departamento de Norte, en el distrito de Cambrai y cantón de Carnières.

## Demografía
| 463 | 492 | 564 | 616 | 824 | 773 | 855 | 856 | 893 | 912 | 972 | 1 002 | 1 078 | 1 122 | 1 088 | 1 017 | 1 010 | 952 | 951 | 926 | 726 | 711 | 685 | 602 | 573 | 573 | 526 | 502 | 439 | 462 | 458 | 434 |
| Para los censos de 1962 a 1999 la población legal corresponde a la población sin duplicidades (Fuente: INSEE [Consultar]) |     |     |     |     |     |     |     |     |     |     |       |       |       |       |       |       |     |     |     |     |     |     |     |     |     |     |     |     |     |     |     |